# Dan Greaney
Daniel Greaney (n. secolul al XX-lea) este un scenarist de televiziune american. A devenit parte a echipei de scenariști a serialului Familia Simpson în timpul celui de-al șaptelea sezon, fiind autorul primei schițe a episodului „King-Size Homer⁠(d)”. A părăsit echipa după sezonul unsprezece, însă a revenit în timpul celui de-al treisprezecelea sezon. De asemenea, a scris două episoade pentru sitcomul La birou.

## Biografie
Greaney a urmat cursurile Harvard College⁠(d), unde a fost președinte al revistei de umor The Harvard Lampoon⁠(d) și redactor al unei versiuni parodice a ziarului USA Today distribuite la nivel național. De asemenea, a lucrat ca asistent editorial la The Boston Globe. În cadrul Harvard Law School⁠(d), a editat o publicație studențească rivală celei editate de  Barack Obama. A absolvit Universitatea Harvard în 1987.
După finalizarea studiilor, a lucrat ca reporter pentru USA Today și a scris împreună cu Al Neuharth⁠(d), fondatorul USA Today, lucrarea Truly One Nation. Mai târziu, a urmat Harvard Law School⁠(d) și a practicat dreptul la New York timp de doi ani. În același timp, a cofondat PME, o companie de televiziune și mass-media care operează în fostele republici sovietice.
Greaney a inventat cuvântul embiggen⁠(d) pentru episodul „Lisa the Iconoclast⁠(d)” din sezonul șapte al serialului.
Acesta a lucrat la numeroase proiecte de film, inclusiv în calitate de compozitor pentru filmul Borat! Învățături din America pentru ca toată nația Kazahstanului să profite.
Greaney este autorul scenariului pentru „Bart to the Future⁠(d)”, un episod din Familia Simpson în care Donald Trump candida la funcția de președinte al Statelor Unite, fapt care avea să devină realitate 16 ani mai târziu.

## Filmografie

### Familia Simpson
Greaney a scris următoarele episoade:
- „King-Size Homer” (1995)
- „Summer of 4 Ft. 2” (1996)
- „Treehouse of Horror VII” (The Genesis Tub) (1996)
- „My Sister, My Sitter” (1997)
- „The Simpsons Spin-Off Showcase” (The Love-Matic Grampa) (1997)
- „Realty Bites” (1997)
- „This Little Wiggy” (1998)
- „I'm with Cupid” (1999)
- „Thirty Minutes over Tokyo” (1999)
- „Bart to the Future” (2000)
- „'Scuse Me While I Miss the Sky” (coscenarist) (2003)
- „I, (Annoyed Grunt)-bot” (coscenarist) (2004)
- „Bonfire of the Manatees” (2005)
- „Judge Me Tender” (coscenarist) (2010)
- „Diggs⁠(d)” (coscenarist) (2014)
- „Barthood” (2015)
- „The Great Phatsby” (Partea a II-a cu Matt Selman) (2017)
- „Now Museum, Now You Don't⁠(d)” (2020)
- „Lisa the Boy Scout” (2022)

### La birou
- „Mrs. California” (8.09) (2011)
- „Suit Warehouse” (9.11) (2013)

### Alte seriale
- The Michael Richards Show - Producptor
- Animals Anonymous - Creator, scriitor
- Long Distance - Creator, scriitor